# Benjamin Lauth
Benjamin Lauth (Hausham, 4 agosto 1981) è un ex calciatore tedesco, di ruolo attaccante.

## Biografia
Lauth è il soggetto della canzone "Lauth anhören" degli Sportfreunde Stiller.
È il beniamino dei tifosi della squadra del Monaco 1860 in cui è cresciuto ed è stato tifoso fin da piccolo.

## Carriera

### Club
Inizia la sua carriera con il Monaco 1860 nel 2000, dove è considerato una promessa del calcio tedesco.
Nel 2002 vince il premio "Gol dell'anno di Germania" grazie a una rete segnata con una rovesciata.
Nel 2004, con la retrocessione della sua squadra, decide di trasferirsi all'Amburgo. La sua prima stagione all'interno della nuova squadra è stata ostacolata da un grave infortunio, che lo ha limitato a sole 10 presenze in campionato. Alla stagione successiva recupera la forma ottimale guadagnandosi un posto da titolare. Nell'autunno 2006 viene messo fuori rosa dall'allenatore Thomas Doll, così nel seguente mercato di gennaio (2007) si trasferisce in prestito alla Stoccarda per sostituire Jon Dahl Tomasson, ma colleziona poche presenze e segna solo un gol.
Terminato il prestito, nel luglio 2007 viene acquistato dall'Hannover 96 dove però non riesce mai a segnare.
Durante il calciomercato estivo del 2008, fa ritorno alla sua ex-squadra, il Monaco 1860.
a giugno 2014 scaduto il contratto si accasa con gli ungheresi del Ferencváros.

### Nazionale
inizia la trafila nel 1998 con la Nazionale tedesca Under-17 segnando due gol in due partite, tra il 1999 e il 2000 gioca in pianta stabile nell'Under-18 raccogliendo 11 convocazioni e segnando due gol, nel 2000 è di passaggio nell'Under-20 giocando due partite, tra il 2002 e il 2003 convocato dal ct Uli Stielike lo schiera in campo in otto incontri segnando due gol, tra il 2003 e 2004 sotto la guida del ct Rudi Völler raccoglie 5 presenze con la Nazionale tedesca maggiore, senza mai segnare.

## Statistiche

### Presenze e reti nei club
Statistiche aggiornate al 5 gennaio 2016.
| Stagione              | Squadra               | Campionato            | Campionato | Campionato | Coppe nazionali | Coppe nazionali | Coppe nazionali | Coppe europee | Coppe europee | Coppe europee | Altre coppe | Altre coppe | Altre coppe | Totale | Totale |
| Stagione              | Squadra               | Comp                  | Pres       | Reti       | Comp            | Pres            | Reti            | Comp          | Pres          | Reti          | Comp        | Pres        | Reti        | Pres   | Reti   |
| --------------------- | --------------------- | --------------------- | ---------- | ---------- | --------------- | --------------- | --------------- | ------------- | ------------- | ------------- | ----------- | ----------- | ----------- | ------ | ------ |
| 2000-2001             | Monaco 1860 II        | RS                    | 28         | 4          | -               | -               | -               | -             | -             | -             | -           | -           | -           | 28     | 4      |
| 2001-2002             | Monaco 1860 II        | OL                    | 26         | 12         | -               | -               | -               | -             | -             | -             | -           | -           | -           | 26     | 12     |
| Totale Monaco 1860 II | Totale Monaco 1860 II | Totale Monaco 1860 II | 54         | 16         |                 | -               | -               |               | -             | -             | -           | -           | -           | 54     | 16     |
| 2001-2002             | Monaco 1860           | BL                    | 1          | 0          | CG              | -               | -               | -             | -             | -             | -           | -           | -           | 1      | 0      |
| 2002-2003             | Monaco 1860           | BL                    | 32         | 13         | CG              | 4               | 1               | I             | 1             | 0             | -           | -           | -           | 37     | 15     |
| 2003-2004             | Monaco 1860           | BL                    | 28         | 9          | CG              | 2               | 2               | -             | -             | -             | -           | -           | -           | 30     | 11     |
| 2004-2005             | Amburgo               | BL                    | 10         | 4          | CG              | 1               | 0               | -             | -             | -             | -           | -           | -           | 11     | 4      |
| 2005-2006             | Amburgo               | BL                    | 31         | 6          | CG              | 3               | 0               | CU+I          | 8+8           | 2+4           | -           | -           | -           | 50     | 12     |
| 2006-gen. 2007        | Amburgo               | BL                    | 6          | 0          | CG+CDL          | 1+1             | 0+0             | UCL           | 4             | 0             | -           | -           | -           | 12     | 0      |
| Totale Amburgo        | Totale Amburgo        | Totale Amburgo        | 47         | 10         |                 | 6               | 0               |               | 20            | 6             |             | -           | -           | 73     | 16     |
| gen.-giu. 2007        | Stoccarda             | BL                    | 11         | 1          | CG              | 2               | 0               | -             | -             | -             | -           | -           | -           | 13     | 1      |
| 2007-2008             | Hannover 96           | BL                    | 21         | 0          | CG              | 2               | 0               |               | -             | -             |             | -           | -           | 2      | 0      |
| 2008-2009             | Monaco 1860           | 2.BL                  | 34         | 15         | CG              | 3               | 1               | -             | -             | -             | -           | -           | -           | 37     | 16     |
| 2009-2010             | Monaco 1860           | 2.BL                  | 30         | 6          | CG              | 3               | 0               | -             | -             | -             | -           | -           | -           | 33     | 6      |
| 2010-2011             | Monaco 1860           | 2.BL                  | 33         | 16         | CG              | 2               | 0               | -             | -             | -             | -           | -           | -           | 35     | 16     |
| 2011-2012             | Monaco 1860           | 2.BL                  | 33         | 11         | CG              | 2               | 2               | -             | -             | -             | -           | -           | -           | 35     | 13     |
| 2012-2013             | Monaco 1860           | 2.BL                  | 30         | 12         | CG              | 3               | 1               | -             | -             | -             | -           | -           | -           | 33     | 13     |
| 2013-2014             | Monaco 1860           | 2.BL                  | 28         | 3          | CG              | 2               | 0               | -             | -             | -             | -           | -           | -           | 30     | 3      |
| Totale Monaco 1860    | Totale Monaco 1860    | Totale Monaco 1860    | 249        | 85         |                 | 21              | 7               |               | 1             | 0             |             | -           | -           | 271    | 92     |
| 2014-2015             | Ferencváros           | NB I                  | 23         | 6          | MK+MLK          | 4+3             | 0+3             | UEL           | 4             | 0             | -           | -           | -           | 34     | 9      |
| Totale carriera       | Totale carriera       | Totale carriera       | 405        | 118        |                 | 38              | 10              |               | 25            | 6             |             | -           | -           | 468    | 134    |

### Cronologia presenze e reti in Nazionale
| Cronologia completa delle presenze e delle reti in nazionale ― Germania | Cronologia completa delle presenze e delle reti in nazionale ― Germania | Cronologia completa delle presenze e delle reti in nazionale ― Germania | Cronologia completa delle presenze e delle reti in nazionale ― Germania | Cronologia completa delle presenze e delle reti in nazionale ― Germania | Cronologia completa delle presenze e delle reti in nazionale ― Germania | Cronologia completa delle presenze e delle reti in nazionale ― Germania | Cronologia completa delle presenze e delle reti in nazionale ― Germania |
| Data                                                                    | Città                                                                   | In casa                                                                 | Risultato                                                               | Ospiti                                                                  | Competizione                                                            | Reti                                                                    | Note                                                                    |
| ----------------------------------------------------------------------- | ----------------------------------------------------------------------- | ----------------------------------------------------------------------- | ----------------------------------------------------------------------- | ----------------------------------------------------------------------- | ----------------------------------------------------------------------- | ----------------------------------------------------------------------- | ----------------------------------------------------------------------- |
| 12-2-2003                                                               | Palma di Maiorca                                                        | Spagna                                                                  | 3 – 1                                                                   | Germania                                                                | Amichevole                                                              | -                                                                       | 59’                                                                     |
| 30-4-2003                                                               | Brema                                                                   | Germania                                                                | 1 – 0                                                                   | Serbia e Montenegro                                                     | Amichevole                                                              | -                                                                       | 76’                                                                     |
| 1-6-2003                                                                | Wolfsburg                                                               | Germania                                                                | 4 – 1                                                                   | Canada                                                                  | Amichevole                                                              | -                                                                       | 46’                                                                     |
| 20-8-2003                                                               | Stoccarda                                                               | Germania                                                                | 0 – 1                                                                   | Italia                                                                  | Amichevole                                                              | -                                                                       | 71’                                                                     |
| 18-2-2004                                                               | Spalato                                                                 | Croazia                                                                 | 1 – 2                                                                   | Germania                                                                | Amichevole                                                              | -                                                                       | 80’                                                                     |
| Totale                                                                  |                                                                         | Presenze                                                                | 5                                                                       |                                                                         | Reti                                                                    | 0                                                                       |                                                                         |

## Palmarès

### Club
- Campionato tedesco: 1

Stoccarda: 2006-2007
- Coppa d'Ungheria: 1

Ferencvaros: 2014-2015
- Coppa di Lega ungherese: 1

Ferencvaros: 2014-2015

### Individuale
- Gol dell'anno di Germania 2002